# تلاش: جستجو آغاز می‌شود
تلاش: جستجو آغاز می‌شود (به انگلیسی: Talaash: The Hunt Begins) فیلمی محصول سال ۲۰۰۳ و به کارگردانی سونیل دارشان است. در این فیلم بازیگرانی همچون آکشی کومار، کارینا کاپور، پوجا باترا، راکهی گولزار، کبیر بدی، گلشن گروور، شاکتی کاپور، دالیپ تاهیل، دالی بیندرا ایفای نقش کرده‌اند.